# Élections partielles québécoises de 2004
Les élections partielles québécoises de 2004 se sont tenues le 20 septembre 2004. Elles visaient à faire élire quatre députés à la suite de diverses démissions. Il s'agit des députés des circonscriptions de Gouin, Laurier-Dorion, Nelligan et Vanier.
Le scrutin a permis l'élection à l'Assemblée nationale du Québec des péquistes Nicolas Girard (Gouin) et Elsie Lefebvre (Laurier-Dorion), de la libérale Yolande James (Nelligan) et de l'adéquiste Sylvain Légaré (Vanier).

## Contexte
La dernière annonce d'élection, celle de la circonscription de Gouin, a été faite le 18 août 2004 à la suite du conseil des ministres
Le Parti libéral du Québec débute la campagne avec une longueur d'avance sur les autres partis. En effet, ayant pu décider de la date de l'élection, ses quatre candidats soient choisis lors du début de la campagne. Jean Charest en a d'ailleurs profité pour commencer la campagne en attaquant ses adversaires au sujet de leur position constitutionnelle. Selon lui, « Le Parti québécois n'a qu'une idée, la souveraineté du Québec, et l'Action démocratique n'en a pas ».
Pour le Parti québécois, l'élection se déroule à un bien mauvais moment. Non seulement, plusieurs personnes réclament une course au leadership pour remplacer le chef, Bernard Landry, mais l'ex-premier ministre Jacques Parizeau relance un vieux débat du camp souverainiste : l'élection référendaire. Toutefois, le parti profite d'un taux d'insatisfaction élevée envers le gouvernement Charest[réf. nécessaire].

## Les circonscriptions

### Gouin
La circonscription de Gouin est un véritable château fort péquiste. Le siège y était vacant en raison du départ d'André Boisclair qui y a régné pendant 15 ans.
Du côté du Parti québécois, l'investiture a été remporté par Nicolas Girard contre Dominique Ollivier. Plusieurs personnes avaient critiqués le choix des militants de ne pas choisir la candidate issue des minorités culturelles dans une circonscription aussi que celle de Gouin. 
Le local de la candidate libérale a été vandalisé durant la campagne.

### Laurier-Dorion
La circonscription de Laurier-Dorion, représentée par le Parti libéral du Québec depuis sa création en 1994, a été laissé vacante le 17 juin 2004 par le départ de Christos Sirros, identifié à l'aile gauche du parti libéral.
La candidate péquiste Elsie Lefebvre a pris tout le monde par surprise en remportant la victoire sur la libérale Voula Neofotistos.

### Nelligan
Dans la circonscription de Nelligan, le Parti libéral du Québec doit contrer la protestation des défusionnistes, qui l'appuyaient fortement aux dernières élections, en raison de la candidature d'un candidat indépendant, Michel Gibson. Plusieurs électeurs semblent insatisfait du règlement du dossier.
Du côté de l'Action démocratique du Québec, le candidat, Tom Pentefountas a promis une amélioration du service de train de banlieue vers l'ouest de l'île.

### Vanier
La circonscription de Vanier bénéficie d'une des campagnes les plus mouvementés. En effet, cette circonscription est décisive pour les trois partis qui espère y remporter la victoire. L'Action démocratique et le Parti libéral ont utilisé la campagne électorale pour critiquer la décision du CRTC de suspendre le permis de la station CHOI-FM. C'est toutefois Mario Dumont qui a utilisé ce sujet de façon plus virulentes.
La campagne de l'ADQ a commencé difficilement dans Vanier avec les protestations de Normand Morin, candidat du parti lors des élections précédentes, déçu d'avoir été laissé pour compte au profit de Sylvain Légaré que le parti a choisi comme candidat officiel.
Les trois principaux partis promettent le prolongement de l'autoroute du Vallon. En fin de campagne, les partis se sont livrés une lutte sans merci en déployant toutes leurs énergies pour ravir la circonscription. La victoire en a surpris plus d'un en allant du côté de l'Action démocratique du Québec et de son candidat Sylvain Légaré.

## Résultats

### Résultats par circonscription électorale
|                                                              | Nom                | Parti               | Nombre de voix | %      | Maj.  |
| ------------------------------------------------------------ | ------------------ | ------------------- | -------------- | ------ | ----- |
|                                                              | Nicolas Girard     | Parti québécois     | 8 661          | 57,8 % | 5 016 |
|                                                              | Edith Keays        | Libéral             | 3 645          | 24,3 % | -     |
|                                                              | Gaétan Breton      | UFP                 | 1 195          | 8 %    | -     |
|                                                              | Stéphane Deschênes | Action démocratique | 749            | 5 %    | -     |
|                                                              | Christian Lajoie   | Vert                | 558            | 3,7 %  | -     |
|                                                              | Hugô St-Onge       | Bloc pot            | 148            | 1 %    | -     |
|                                                              | Réjean Millette    | Indépendant         | 33             | 0,2 %  | -     |
| Total                                                        | Total              | Total               | 14 989         | 100 %  |       |
| Le taux de participation lors de l'élection était de 34,5 %. |                    |                     |                |        |       |

|                                                              | Nom                | Parti               | Nombre de voix | %      | Maj. |
| ------------------------------------------------------------ | ------------------ | ------------------- | -------------- | ------ | ---- |
|                                                              | Elsie Lefebvre     | Parti québécois     | 7 573          | 46,1 % | 483  |
|                                                              | Voula Neofotistos  | Libéral             | 7 090          | 43,2 % | -    |
|                                                              | Andrés Fontecilla  | UFP                 | 783            | 4,8 %  | -    |
|                                                              | Enrique Colindres  | Action démocratique | 460            | 2,8 %  | -    |
|                                                              | Philippe Morlighem | Vert                | 379            | 2,3 %  | -    |
|                                                              | Sonia Bélanger     | Indépendant         | 145            | 0,9 %  | -    |
| Total                                                        | Total              | Total               | 16 430         | 100 %  |      |
| Le taux de participation lors de l'élection était de 35,2 %. |                    |                     |                |        |      |

|                                                              | Nom              | Parti               | Nombre de voix | %      | Maj.  |
| ------------------------------------------------------------ | ---------------- | ------------------- | -------------- | ------ | ----- |
|                                                              | Yolande James    | Libéral             | 7 812          | 52,6 % | 3 774 |
|                                                              | Michel Gibson    | Indépendant         | 4 038          | 27,2 % | -     |
|                                                              | Sarah Hawili     | Parti québécois     | 1 538          | 10,4 % | -     |
|                                                              | Tom Pentefountas | Action démocratique | 1 039          | 7 %    | -     |
|                                                              | Ryan Young       | Vert                | 251            | 1,7 %  | -     |
|                                                              | Josée Larouche   | UFP                 | 120            | 0,8 %  | -     |
|                                                              | Blair T. Longley | Bloc pot            | 58             | 0,4 %  | -     |
| Total                                                        | Total            | Total               | 14 856         | 100 %  |       |
| Le taux de participation lors de l'élection était de 28,6 %. |                  |                     |                |        |       |

|                                                              | Nom                | Parti                 | Nombre de voix | %      | Maj.  |
| ------------------------------------------------------------ | ------------------ | --------------------- | -------------- | ------ | ----- |
|                                                              | Sylvain Légaré     | Action démocratique   | 11 164         | 46,8 % | 4 500 |
|                                                              | Michel Beaudoin    | Libéral               | 6 664          | 27,9 % | -     |
|                                                              | Sylvain Lévesque   | Parti québécois       | 5 243          | 22 %   | -     |
|                                                              | Yonnel Bonaventure | Vert                  | 290            | 1,2 %  | -     |
|                                                              | Monique Voisine    | UFP                   | 155            | 0,6 %  | -     |
|                                                              | Paul Biron         | Démocratie chrétienne | 112            | 0,5 %  | -     |
|                                                              | Karine Cyr         | Bloc pot              | 100            | 0,4 %  | -     |
|                                                              | André Hamel        | Indépendant           | 71             | 0,3 %  | -     |
|                                                              | Claude Gagnon      | Indépendant           | 65             | 0,3 %  | -     |
| Total                                                        | Total              | Total                 | 23 864         | 100 %  |       |
| Le taux de participation lors de l'élection était de 47,6 %. |                    |                       |                |        |       |

### Résultats agglomérés
Les résultats ci-dessous ont été calculés en fonction des résultats totaux obtenus dans les quatre circonscriptions, ainsi que des résultats obtenus par les partis lors des dernières élections dans les mêmes circonscriptions.
| Partis                                             | Partis                         | Chef             | Candidats | Sièges | Sièges      | Sièges | Sièges | Voix   | Voix    | Voix |
| Partis                                             | Partis                         | Chef             | Candidats | 2003   | Dissolution | Élus   | +/-    | Nb     | %       | +/-  |
| -------------------------------------------------- | ------------------------------ | ---------------- | --------- | ------ | ----------- | ------ | ------ | ------ | ------- | ---- |
|                                                    | Libéral                        | Jean Charest     | 4         | 3      | 3           | 1      | -2     | 25 211 | 35,94 % |      |
|                                                    | Parti québécois                | Bernard Landry   | 4         | 1      | 1           | 2      | +1     | 23 015 | 32,81 % |      |
|                                                    | Action démocratique            | Mario Dumont     | 4         | 0      | 0           | 1      | +1     | 13 412 | 19,12 % |      |
|                                                    | Union des forces progressistes | –                | 4         | 0      | 0           | 0      | -      | 2 253  | 3,21 %  |      |
|                                                    | Vert                           | Richard Savignac | 4         | 0      | 0           | 0      | -      | 1 478  | 2,11 %  |      |
|                                                    | Bloc Pot                       | Hugô St-Onge     | 4         | 0      | 0           | 0      | -      | 306    | 0,44 %  |      |
|                                                    | Démocratie chrétienne          | Gilles Noël      | 1         | 0      | 0           | 0      | -      | 112    | 0,16 %  |      |
|                                                    | Indépendant                    | Indépendant      | 5         | 0      | 0           | 0      | -      | 4 352  | 6,20 %  |      |
| Total                                              | Total                          | Total            | 30        | 4      | 4           | 4      | -      | 70 139 | 100 %   |      |
| Source : Directeur général des élections du Québec |                                |                  |           |        |             |        |        |        |         |      |